# Schuppenblatt

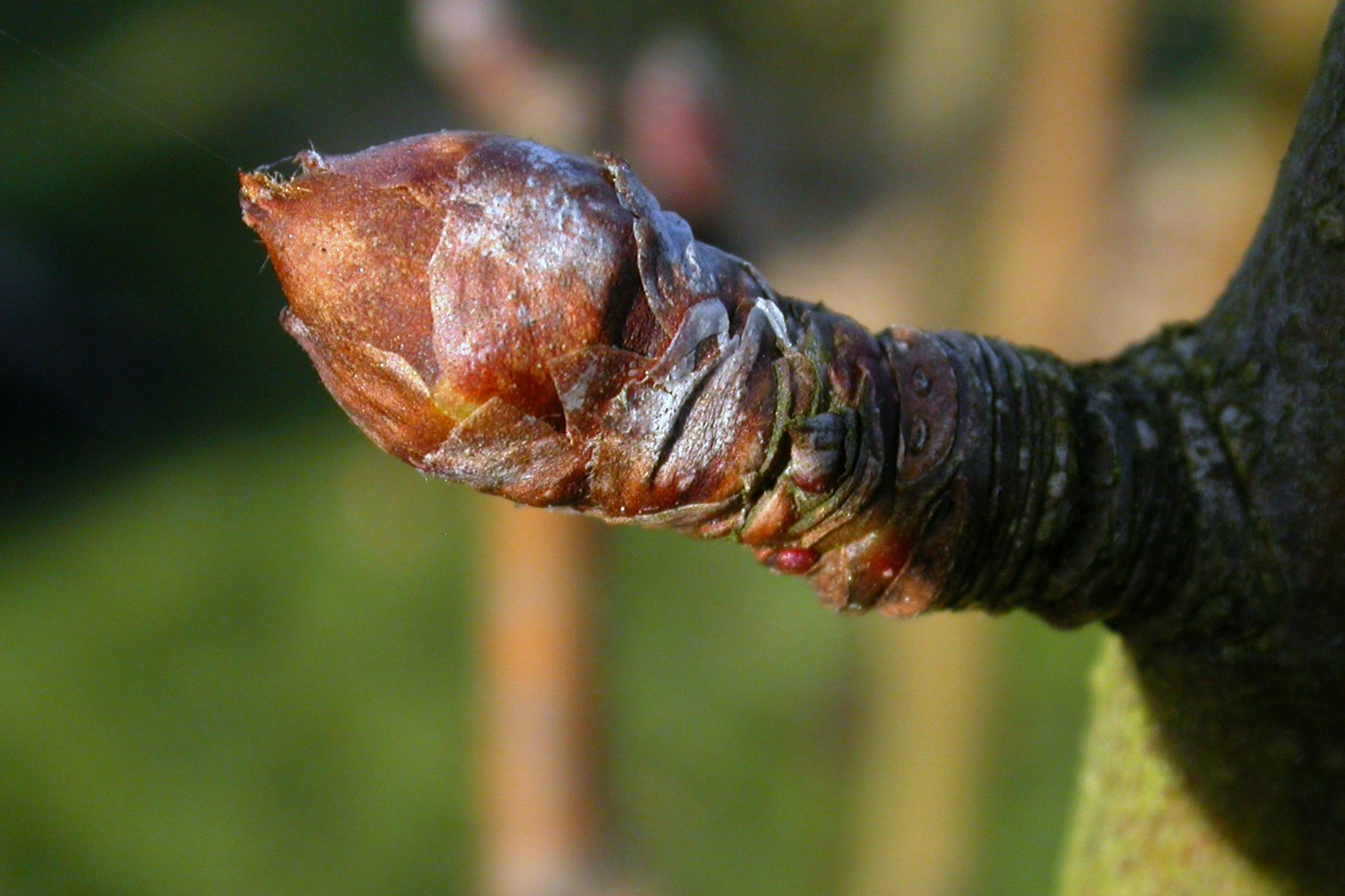
Schuppenblätter an der Knospe eines Birnbaums

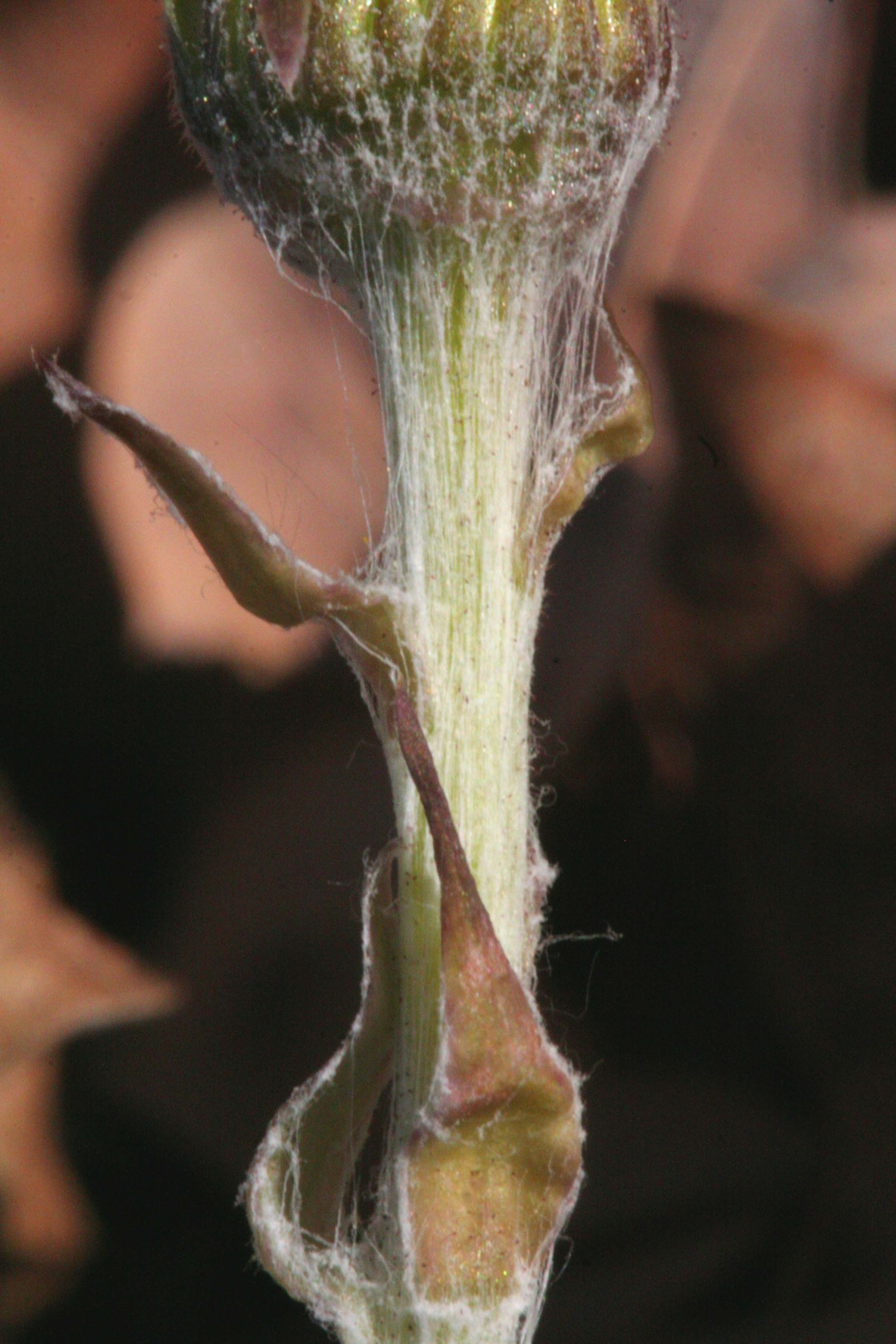
Schuppenblätter am Stängel vom Huflattich

Ein Schuppenblatt ist ein Blatt mit reduzierter Blattspreite, das hauptsächlich vom Unterblatt gebildet wird. Es kann trocken, häutig oder ledrig sein, manchmal aber auch grün. 
Schuppenblätter schützen als Knospenschuppen die in der Knospe angelegten Blätter und Blüten vor dem Vertrocknen im Winter. Bei manchen Arten sind sie zusätzlich mit einer klebrigen Wachsschicht bedeckt.
Grüne Schuppenblätter finden sich beispielsweise an den Stängeln vom Huflattich. Auch bei Pflanzen trockener Lebensräume kommen Schuppenblätter vor, zum Beispiel beim Saxaul.